# ناصر میرزایی
ناصر میرزایی (زاده فروردین ۱۳۳۳ در خرم‌آباد، درگذشته ۷ شهریور ۱۳۹۰) بازیکن و مربی فوتبال بازنشسته اهل ایران بود.

## دوران باشگاهی
وی سابقه بازی در باشگاه‌هایی چون پاس خرم‌آباد ۱۳۵۰ تا ۱۳۵۲، ایران‌نوین ۱۳۵۳، تراکتورسازی۱۳۵۳ تا ۱۳۵۶، ماشین‌سازی۱۳۵۷، تهران ۱۳۶۱، هما۱۳۶۲، پیام ۱۳۶۳،راه‌آهن ۱۳۶۶،لرستان ۱۳۵۸ و ۱۳۶۷ و نیز مربی‌گری در باشگاه فوتبال خیبر خرم‌آباد ۱۳۶۸ تا ۱۳۷۰ و‌ ۱۳۸۱ و ۱۳۸۳،پیام ۱۳۷۲ تا ۱۳۷۳، باشگاه فوتبال فجر خرم‌آباد ۱۳۷۵ تا ۱۳۷۸ باشگاه فوتبال تربیت خرم‌آباد ۱۳۸۲، باشگاه فوتبال پیام ارتباطات خرم‌آباد ۱۳۸۴ و ۱۳۸۵ و مدارس فوتبال تهران در دهه ۷۰ را در کارنامه داشت.

## دوران ملی
میرزایی از سال‌های ۱۳۵۷ تا ۱۳۶۰ به‌طور مستمر به اردوی تیم ملی دعوت شد و در بازی‌های مقدماتی جام جهانی ۱۹۷۸ آرژانتین نیز حضور داشت.

## درگذشت
فروردین ۱۳۸۷ هنگام دویدن و تمرینات ورزشی دچار عارضه مغزی و خانه‌نشین شد.
وی هفتم شهریور ۱۳۹۰ بر اثر تومور بدخیم مغزی درگذشت و در قطعه هنرمندان و نام‌آوران آرامستان صالحین خرم‌آباد به خاک سپرده شد.